# Novo Nordisk
La Novo Nordisk A/S è una multinazionale danese che opera nel settore farmaceutico.
È specializzata in particolare nella cura del diabete, dell'emofilia, dei disturbi della crescita (ormone della crescita) e della terapia ormonale sostitutiva. È il produttore del 49% dell'insulina globale.
Nella cura del diabete ha una quota di mercato del 25%. In Italia ha una sede a Roma e, dopo l'acquisizione di Catalent, un importante stabilimento ad Anagni (già proprietà di Bristol-Myers Squibb).
L'azienda è controllata per il 28,2% circa del capitale e 77,2% dei voti da Novo Holdings A/S.

## Storia
Novo Nordisk nacque nel 1989 dalla fusione di due aziende danesi con 65 anni di esperienza, Novo e Nordisk.
Nordisk nasce nel 1923 come laboratorio per la produzione di insulina ad opera di August & Marie Krogh, Hans Christian Hagedorn e August Kongsted. Con la stessa mission, sorge Novo Terapeutisk Laboratorium nel 1925, ad opera dei fratelli Pedersen già impiegati in Nordisk.
Nel 1973 Novo Terapeutisk Laboratorium A/S si fonde con Novo Industri A/S, una sua controllata e assume tale denominazione: nel 1981 si quota alla Borsa di New York.
Nel 1981 Novo Industri produceva il 33% dell'insulina mondiale, secondo produttore dietro lo storico rivale Eli Lilly, (il terzo produttore era Nordisk) ed il 60% di quella europea nonché il 50% degli enzimi industriali nel mondo.
Nel 1982 Novo commercializza la prima insulina ricavata da modificazione genetica dell'insulina suina.
Nel 1989 Novo Industri A/S e Nordisk Gentofte A/S si fondono per creare Novo Nordisk.

## Numeri
Nel 2012 ha ottenuto un fatturato di 10,5 miliardi di euro, utili per 2,87 miliardi di euro, 72,2 miliardi di capitalizzazione. 
Ha 7 stabilimenti di produzione nel mondo, 35 000 dipendenti e 23 milioni di pazienti curati.
Nel 2023 è diventata la società a massima capitalizzazione in Europa con 427,4 miliardi di dollari, anche grazie al farmaco antiobesità Wegovy.
Il 75% dei ricavi ed il 65% dell'Ebit deriva dalla vendita di prodotti per la cura del diabete.